# 폴 코너코
폴 헨리 코너코(Paul Henry Konerko, 1976년 3월 5일 ~)는 전 미국의 프로 야구 선수로 메이저 리그 베이스볼에서 로스앤젤레스 다저스, 신시내티 레즈와 자신 경력의 대부분 시카고 화이트삭스를 위하여 1루수를 맡았다. 코너코는 1917년 이래 프랜차이즈 역사상 처음으로 화이트삭스가 휴스턴 애스트로스에 2005년 월드 시리즈를 우승하는 도움을 주었다. 2006년부터 2014년까지 그는 화이트삭스의 주장을 지냈다.

## 고등학교 경력
폴란드와 이탈리아 계통으로 로드아일랜드주 프로비던스에서 헨리 ("행크")와 일레나 코너코에게 태어난 폴 코너코는 애리조나주 스코츠데일에 있는 채퍼럴 고등학교에서 자신의 팀을 클래스 A-4 주립 선수권으로 이끈 후에 시니어로서 애리조나 리퍼블릭/피닉스 가제트 "올해의 선수"로 임명되었다. 코너코는 후에 메이저 리그 1루수가 된 아이크 데이비스가 2003년 .559 점을 칠 때까지 학교 시즌 기록으로 1994년 .558 점을 쳤다. 코너코는 또한 2003년 데이비스가 23개의 2루타를 칠 때까지 18개와 함께 2루타에서 학교 시즌 기록을 보유하기도 하였다. 그는 또한 데이비스가 48개의 2루타와 함께 자신을 통과할 때까지 2루타 (44)에서 학교 경력 기록을 보유하였다. 2014년으로 봐서 그는 홈런과 타점에서 학교의 사상 지도적 선수였다. 코너코는 고등학교에서 자신의 시니어 해 동안 1위 포수로 순위에 들어왔다.
그는 애리조나 주립 대학교에서 대학 야구를 하는 데 의향서에 서명하였다.

## 프로 경력

### 로스앤젤레스 다저스와 신시내티 레즈
코너코는 로스앤젤레스 다저스에 의하여 1994년 메이저 리그 베이스볼 드래프트의 첫 라운드 (전체 13위)에서 선발되었다. 그는 자신이 13세였던 이래 다저스의 총지배인 프레드 클레어에게 특별 조수 에디 베인에게 전파 탐지기로 지내왔다.
1995년 5월 13일 샌버나디노 스피릿과 함께 그는 21개 이닝 경기의 단 하나의 득점에 몰아냈다. 그 일은 캘리포니아 리그 역사상 가장 장기적 완봉이었다. 코너코는 트리플 A 앨버커크 듀크스를 위하여 활약하였다.
그는 빌리 애슐리, 작 피더슨과 개빈 럭스와 더불어 다저스 조직의 "올해의 마이너 리그 선수"로 두번이나 선발되는 데 4명의 다저스 포지션 선수들 중의 하나이다.
그는 다저스를 위하여 1997년과 1998년 시즌의 일부들을 활약하였다. 150개보다 약간 많은 타수에서 그는 겨우 4개의 홈런을 쳤다.
코너코는 최종회 제프 쇼를 위하여 왼손잡이 투수 데니스 레예스와 더불어 다저스에 의하여 신시내티 레즈로 이적되었다. 코너코는 레즈와 함께 26개의 경기를 활약하였다.

### 시카고 화이트삭스

#### 1999년 ~ 2005년: 초기 세월과 월드 시리즈 우승
1998년 11월 11일 코너코는 마이크 캐머런을 위하여 레즈에 의하여 시카고 화이트삭스로 이적되었다. 코너코는 화이트삭스로 자신의 도착에 일관적인 타자와 권력의 위협이 되어 1999년 팀과 함께 자신의 첫 시즌에 24개의 홈런과 81개의 타점과 함께 .294의 평균을 위하여 타구하였다.
2000년 95 승 67 패의 기록과 함께 화이트삭스는 1993년 이래 처음으로 플레이오프로 이루었다. 코너코는 화이트삭스가 2000년 아메리칸 리그 디비전 시리즈에서 시애틀 매리너스에게 패했을 때 그해 자신의 첫 포스트시즌 출연을 이루었다. 매리너스가 3개의 경기에서 시리즈를 휩쓸었고 9개의 타수에서 코너코는 무안타를 가졌다. 그는 볼넷에 한번 1루에 왔다.
코너코는 일관적인 타구를 지속하여 2001년 32개의 홈런을 쳐 자신의 경력에서 30개의 홈런 마크를 치는 데 처음이었고, 99개와 함께 100개의 타점 마크를 거의 움켜 쥐었다. 그는 자신이 27개의 홈런과 104개의 타점을 쳤을 때 2002년 그 업적을 달성하려고 하였다. 이 일은 그가 또한 홈런 더비에 참가하여 자신이 나온 2개의 라운드에서 12개의 홈런을 쳤을 때 밀러 파크에서 그의 첫 올스타 출연에서 절정에 달하였다. 코너코는 선두를 쥐어 잡는 데 7번째 정상에서 아메리칸 리그를 위하여 2개의 득점 2루타를 쳤다. 방송인들 팀 맥카버와 조 벅은 만약 아메리칸 리그가 경기를 이겼다면 코너코가 MVP가 될 수 있었다는 것을 진술하였지만 경기는 동점으로 끝나고 MVP 상은 수여되지 않았다.
코너코는 2003년 엄지손가락 부상을 입어 자신의 활약 시간이 137개의 경기로 축소되었고, 18개의 홈런과 65개의 타점과 함께 공격적인 생산이 감소한 결과를 가져왔다.
2004년 코너코는 큰 방법으로 되돌아와 41개의 홈런과 117개의 득점에서 몰아내면서 자신의 경력에 처음으로 40개 홈런 마크를 능가하였다. 코너코는 화이트삭스가 미네소타 트윈스에 밀려 디비전에서 2위를 하면서 그해 MVP투표에서 16위를 하였다.
2005년 코너코와 화이트삭스는 4월의 말기에 17 승 7 패의 기록과 함께 뜨거운 출발을 하여 전혀 뒤돌아보지 않았다. 그들은 처음부터 끝까지 가는 데 메이저 리그 역사상 5번째 만의 팀이 되어 시즌의 매일 1위에 머물고 그렇게 하는 데 1990년의 신시내티 레즈 이래 첫 팀이 되었다. 코너코는 화이트삭스가 2000년 이래 처음으로 디비전을 우승하면서 그 마크를 친 자신의 두번째로 40개의 홈런과 100개의 타점과 함께 시즌을 끝냈다.

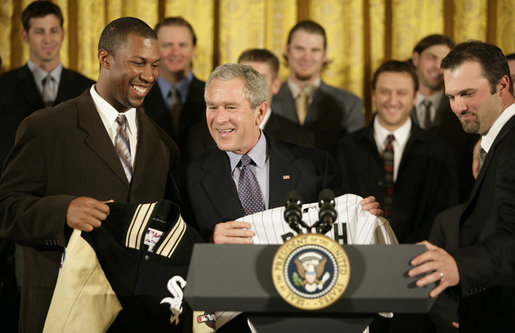
시카고 화이트삭스가 2005년 월드 시리즈를 우승한 백악관으로 초청을 받은 날 조지 W. 부시 대통령과 함께 (오른쪽이 코너코)

코너코는 보스턴 레드삭스를 상대로 아메리칸 리그 디비전 시리즈의 첫번째와 3번째 경기에서 하나의 홈런과 함께 플레이오프로 들어가는 뜨거운 타구를 지속하였다. 코너코의 도움과 함께 화이트삭스는 1993년 이래 자신들의 첫 아메리칸 리그 챔피언십 시리즈로 이동하는 데 3개의 경기에서 전직 챔피언을 휩쓸었다. 챔피언십 시리즈에서 화이트삭스는 로스앤젤레스 에인절스 오브 애너하임을 꺾었다. 첫 경기에서 0 루 4 타, 그리고 두번째 경기에서 1 루 4 타로 간 후에 코너코는 에인절스를 상대로 챔피언십 시리즈의 3번째 경기에서 3개의 타점과 함께 3 루 4 타를 쳤다. 타점들 중에 2개는 첫 이닝에서 홈런으로부터 왔다. 4번째 경기에서 코너코는 많은 밤에 두번째로 또다른 첫 이닝 홈런에 3개의 타점과 함께 1 루 4 타였다. 그의 4번째 경기 홈런은 자신의 4번째 경력 포스트시즌 홈런과 함께 포스트시즌과 사상 가장 많은 홈런으로 프랜차이즈 기록을 세워 1959년 월드 시리즈에서 테드 클루주스키의 3개 홈런을 통과하였다. 5번째 경기에서 코너코는 또다른 타점과 함께 1 루 5 타로 갔다. 그는 .268의 타구 평균, 2개의 홈런과 7개의 타점의 세력에 아메리칸 리그 챔피언십 시리즈 MVP로 임명되어 처음이자 2018년으로 봐서 상을 받는 데 단 하나의 화이트삭스 선수가 되었다.
2005년 월드 시리즈의 두번째 경기에서 코너코는 화이트삭스를 6 대 4의 선두에 놓는 데 화이트삭스 월드 시리즈 역사상 첫 그랜드슬램을 쳤다. 그 일은 또한 7번째 이닝 혹은 이후에 후행을 했을 때 팀에게 선두를 주는 데 포스트시즌 역사상 첫 그랜드슬램이기도 하였다. 그는 월드 시리즈에서 그랜드슬램을 치는 데 메이저 리그 역사상 18번째 선수이자 1998년 이래 티노 마르티네스 이래 첫 선수가 되었다. 그것들은 코너코의 월드 시리즈의 단 하나의 타점들이었으나 휴스턴 애스트로스에 4개의 경기를 휩쓰는 것을 완료하는 데 화이트삭스에게 추진력을 준 것에 비판적이었고, 그것들은 시리즈에서 화이트삭스 타자를 위하여 가장 많았다. 코너코는 플레이오프를 통하여 시리즈에 결말을 진 경기들 중의 모든 것을 위하여 최종의 아웃을 잡았다. 코너코는 전체의 화이트삭스 포스트시즌 기록으로 팀의 챔피언십을 진행한 동안 5개의 홈런과 15개의 타점과 함께 .265 점을 쳤다.

#### 2006년 ~ 2014년: 팀의 주장
2005년 월드 시리즈 승리에 이어 코너코는 보고적으로 에인절스와 볼티모어 오리올스로부터 더욱 유리한 제공들을 거절한 후, 11월 30일 화이트삭스와 함께 5년, 6천만 달러 계약을 맺었다.
코너코는 1990년대 동안 프랜차이즈의 표면이었던 프랭크 토마스의 이탈 후에 화이트삭스 프랜차이즈의 표면이 되었다. 코너코는 35개의 홈런과 함께 2006년 시즌을 마감하여 2004년과 2005년 40개 이상의 홈런을 친 후에 지난 3개의 시즌에 총 홈런을 위한 톱 10에서 순위에 들어간 도움을 주었다. 2010년 그는 39개와 함께 홈런을 위하여 아메리칸 리그에서 2위였다.

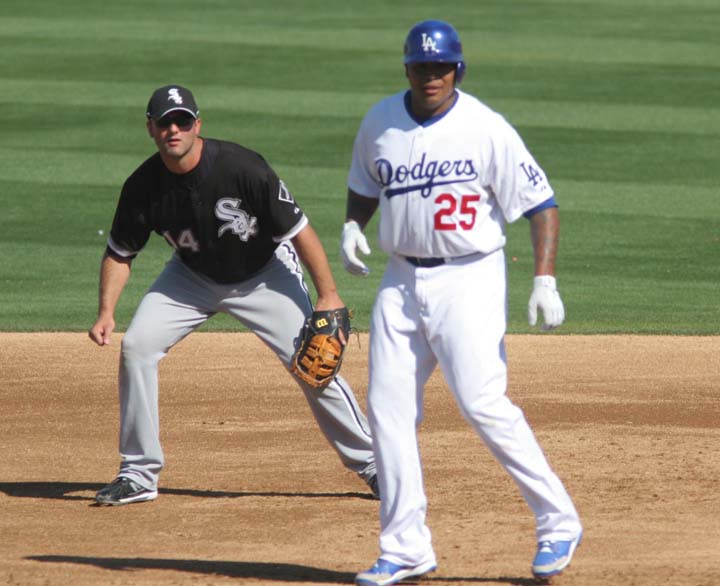
애리조나주에서 봄 훈련이 있는 동안 1루수 코너코와 앤드루 존스

2008년 코너코는 시즌의 전반기에 또다시 엄지손가락 부상을 당하여 122개의 경기에서 제한된 활약 시간들에 결과를 가져왔다. 그는 22개의 홈런과 62개의 타점을 쳤다. 9월 18일 코너코는 화이트삭스의 9 대 2의 패배의 9번째 이닝에서 양키 스타디움에서 홈런을 치는 데 마지막 상대 선수가 되었다. 코너코는 아메리칸 리그 중부의 우승 팀을 결정하고 플레이오프로 이동하는 데 동점 결승전에서 극적인 1 대 0의 승리에 트윈스를 꺾었다. 그해 아메리칸 리그 디비전 시리즈에서 코너코는 화이트삭스를 위한 빠른 퇴거에서 2개의 홈런을 치고, 2개의 득점에서 몰아내어 결국적 아메리칸 리그 챔피언 탬파베이 레이스에게 3개의 경기에서 1개로 시리즈를 패하였다.
2009년 4월 3일 월요일 코너코는 디트로이트 타이거스의 투수 잭 마이너에 둘다의 선수들의 300번째 홈런을 위하여 저메인 다이와 함께 연달아 연결하였다. 이 일은 연달아 고사한 하나의 경기에서 2명의 선수들이 한세기의 이정표 홈런을 친 메이저 리그 역사상 여태까지 일어난 처음이었다.
7월 7일 코너코는 클리블랜드 인디언스에 10 대 6의 우승에서 7개의 타점을 포함한 3개의 홈런과 함께 3 루 4 타였다. 그 일은 하나의 경기에서 그가 3개의 홈런을 친 그의 빅 리그 경력에서 처음이었다. 그는 또한 U.S. 셀룰러 필드에서 그 업적을 성취하는 데 단 하나의 화이트삭스 선수이기도 하다.
2010년 7월 10일 코너코는 그해 메이저 리그 베이스볼 올스타 게임에서 트윈스의 1루수 저스틴 모노를 대체하는 데 공고되었다. 이 일은 그의 경력의 4번째 올스타 선발이었다. 2010년 시즌의 말기에 가까이 코너코는 트윈스의 투수 칼 파바노에 의하여 얼굴에 맞았다. 이 일은 주요 논란에 결과를 가져왔다. 화이트삭스 투수 마크 벌리는 트윈스의 1루수 마이클 커다이어를 친 다음 이닝에서 호의로 돌아왔다. 양팀은 최고 심판으로부터 경고를 받았고, 더욱 나가서 사고들이 일어나지 않았다. 경기를 떠나는 데 거부한 코너코는 파바노를 상대로 자신의 다음 타수에서 자신이 본 첫 투구에 솔로 홈런을 쳤다.
코너코는 2005년 이래 자신의 가장 많은 것이자 그의 경력의 3번째로 가장 높은 총계인 39개의 홈런과 함께 2010년 시즌을 끝냈다. 추가적으로 그는 그해의 MVP투표에서 5위에 있었으며 오늘날까지 그의 경력의 가장 높은 완료였다.
12월 8일 코너코는 화이트삭스와 3년, 3억 7천 5백만 달러 가치와 함께 재계약을 맺었다.
2011년 6월 1일 코너코는 레드삭스를 상대로 경기에서 자신의 377번째 경력 홈런을 쳐 화이트삭스의 사상 홈런에 전직 화이트삭스 선수 칼턴 피스크를 통과하여 명단에 2위로 올라가 프랭크 토마스의 448개 만을 후행하였다.
6월 10일 코너코는 오클랜드 애슬레틱스를 상대로 경기에서 홈런을 쳐 9개의 경기에서 장타와 함께 연속적 경기들을 위한 프랜차이즈 기록을 세웠다. 6월 10일 코너코는 시카고 컵스를 상대로 경기에서 자신의 385번째 경력 홈런을 쳐 사상 홈런 명단에 전직 화이트삭스 선수 해럴드 베인스를 통과하였다. 다음날 코너코는 자신의 5연속 경기이자 컵스를 상대로 경기에서 홈런을 쳤을 때 자신의 뜨거운 6월을 지속하여 5연속 경기에서 홈런을 치는 데 화이트삭스 역사상 5번째 선수가 되었다. 다른 5명은 그레그 루진스키, 론 키틀, 프랭크 토머스 (3번), 카를로스 리와 가장 최근에 2012년 A. J. 피어진스키이다. 코너코는 아메리칸 리그를 위한 최종 투표를 이긴 후에 자신의 5번째 올스타 팀으로 이루었다.
8월 23일 코너코는 에인절스를 상대로 4 대 4에 경기를 동점매긴 8번째 이닝의 정상에서 자신의 2,000번째 안타를 기록하였다.
코너코는 30개의 홈런, 105개의 타점과 .300의 타구 평균과 함께 시즌을 끝내 30개의 홈런과 100개의 이상의 타점과 함께 자신이 끝낸 자신의 경력에서 5번째였다.
그해 10월 화이트삭스의 총지배인 케니 윌리엄스는 아지 기옌 감독의 이탈 후, 화이트삭스를 위하여 코너코를 선수 겸 감독으로 임명하는 것에 잠시 숙고했던 것을 인정하였다. 하지만 윌리엄스는 코너코와 가능성을 전혀 논의하지 않았다. 전 화이트삭스 선수 로빈 벤투라가 다가오는 2012년 시즌을 위하여 감독으로 임명되었다. 1986년 레즈를 위한 능력에 피트 로즈가 지냈던 이래 메이저 리그 베이스볼에서 선수 겸 감독이 있지 않았다.
11월 코너코는 필라델피아 필리스의 1루수 라이언 하워드와 더불어 애리조나 폴 리그 명예의 전당으로 헌액되었다.

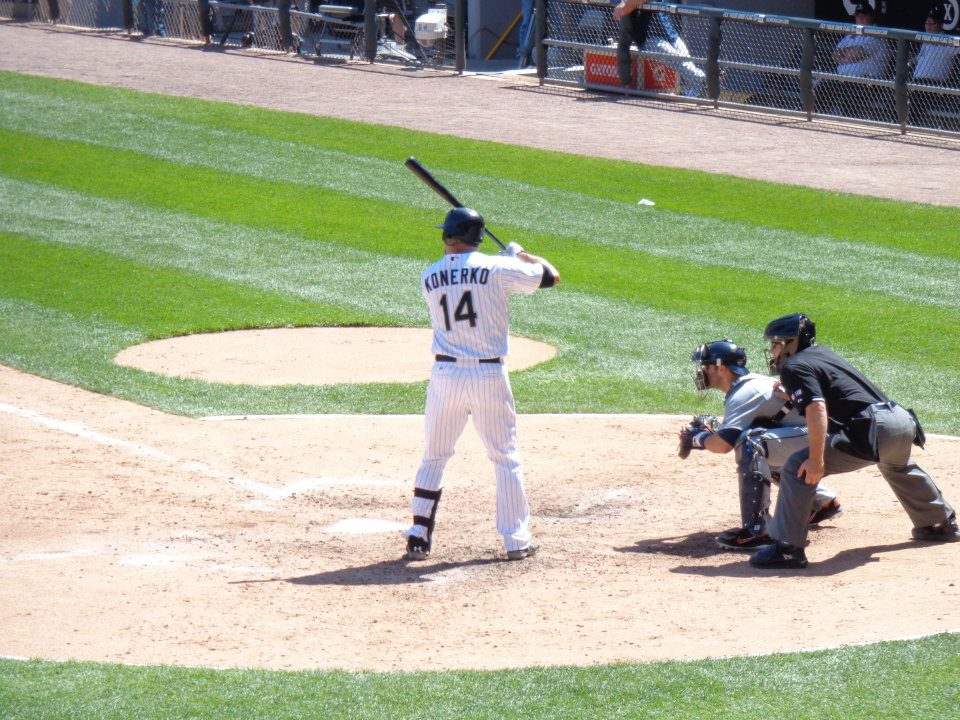
2012년 디트로이트 타이거스를 상대로 경기에서

2012년 4월 25일 코너코는 자신의 400번째 경력 홈런을 쳐 알 칼라인과 안드레스 갈라라가를 통과하였고, 400개의 홈런을 치는 데 메이저 리그 역사상 48번째 선수가 되었다. 코너코는 4월 23일 ~ 29일의 주를 위하여 아메리칸 리그 "이번 주의 선수"로 임명되었다. 그는 3개의 홈런과 4개의 타점과 함께 .435 점을 쳤다. 그는 그주에 강타와 총루에서 아메리칸 리그를 이끌었다.
코너코는 5월 23일 ~ 29일의 주를 위하여 자신의 시즌의 두번째 아메리칸 리그 "이번 주의 선수" 상을 받으면서 5월로 들어가는 자신의 뜨거운 타구를 지속하였다. 그는 화이트삭스의 일원으로서 자신의 400번째 경력 홈런을 포함하여 3개의 홈런, 10개의 타점과 14개의 연속 타격 경기와 함께 .583 점을 쳐 프랭크 토머스가 처음이면서 400개의 홈런을 치는 데 프랜차이즈 역사상 두번째 만의 선수가 되었다.
7월 1일 코너코는 동료 선수들 애덤 던, 제이크 피비와 크리스 세일과 더불어 캔자스시티에서 83번째 올스타 게임으로 자신의 동배들에 의하여 선출되었다. 그 일은 그의 6번째 올스타 출연이자 3년의 세월에 그의 3번째였다.
코너코의 생산력은 2013년 쇠퇴하여 화이트삭스에 입단한 이래 홈런과 타점 둘다에서 그의 최저의 수로 12개의 홈런과 54개의 타점과 함께 .244 점을 쳤다. 그해 12월 4일 코너코는 화이트삭스와 1년, 2천 5백만 달러의 계약을 다시 맺었다.
2014년 시즌을 통하여 코너코는 트윈스, 양키스, 인디언스, 로열스와 시내를 건너 라이벌 컵스를 포함한 야구를 통하여 다양한 팀들로부터 원정 시합들이 열린 동안 영예와 다양한 작별 선물들이 주어졌다.
그해 4월 23일 코너코는 자신의 3,950번째 총루와 함께 프랭크 토머스의 프랜차이즈 총루 기록을 깨는 데 타이거스의 투수 저스틴 밀러에 2루타를 쳤다.
5월 7일 코너코는 시내를 건너 라이벌 컵스를 상대로 자신의 최종 경기에서 활약하였다. 코너코는 영구히 그들을 선두에 놓은 데 5번째 이닝의 말기에서 본루를 제거하는 3점 2루타를 포함하여 2 루 3 타로 가서 8 대 0으로 이겼다. 코너코는 컵스를 상대로 20개의 홈런과 함께 자신의 경력을 끝내려고 하였다. 코너코는 1998년 상대로 자신의 첫 메이저 리그 홈런을 쳤던 같은 팀인 매리너스를 상대로 홈 경기에서 화이트삭스를 위한 7 대 1의 우승에 7월 4일 자신의 439번째이자 최종의 홈런을 쳤다.
시즌의 최종의 본거지 구장에서 일련의 시합이 열린 동안 캔자스시티 로열스를 상대로 경기가 있기 전에 9월 27일 경기 전 의식이 있던 동안 영예가 주어졌다. 프랭크 토머스의 동상에 인접하여 좌익의 중앙 광장 외부에 있는 코너코의 동상은 행사가 열린 동안 공개되었고, 그의 2005년 월드 시리즈 그랜드슬램을 잡은 팬은 이별 선물로서 코너코의 동상에 공을 배달하였다. 홈구장에서 시즌의 마지막 경기에서 코너코는 2014년 9월 28일 자신의 최종 경기를 활약하였다. 코너코는 앤디 월킨스에 의한 6번째 이닝의 정상에서 대체되기 전에 0 루 3 타로 가 32,266명의 관중들로부터 기립 박수로 필드를 떠났다. 자신의 은퇴에 코너코는 432개의 홈런 (2위), 2,292개의 안타 (3위), 1,383개의 타점 (2위), 406개의 2루타 (3위)와 4,010개의 총루 (1위)와 함께 화이트삭스와 가장 공격적인 분류들에서 톱 3에 왔다. 그는 또한 각각 7개와 17의 홈런과 타점 둘다에서 화이트삭스 포스트시즌의 선두 선수이다.
코너코의 동료 선수들 중의 하나인 에런 로언드는 강타자의 리더십 능력들을 칭송하였다. "그는 확실히 매우 고른 무릎이나 만약 그가 거친 경기를 가졌다면 그의 거리로부터 비켜 있다. 그는 조금 폭발할 것이다. 그는 이 조직을 알고, 우리의 대부분은 지금 꽤 오랫동안 함께 활약하였다. 모두가 폴을 지도자와 팀의 주장으로 올려다 본다. 그는 그것과 함께 좋은 일을 하고, 타는 사람들을 데리고 온다."

## 은퇴

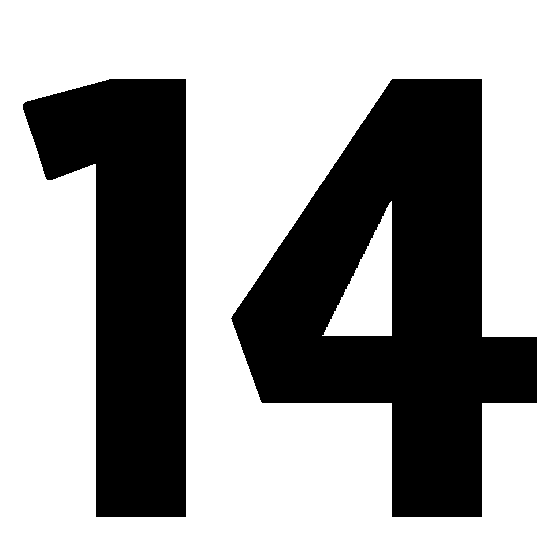
2015년 화이트삭스에 의하여 영구 결번된 코너코의 등번호 14

코너코는 메이저 리그에서 18년 (마지막 16개는 화이트삭스와 함께)을 보낸 후, 2014년 9월 18일 은퇴하였다. 코너코의 2,349개의 경력 경기 중에 81개를 제외한 전부는 화이트삭스와 함께 활약되었다. 자신의 은퇴 당시 코너코는 팀을 떠난 2005년 챔피언 화이트삭스의 마지막 일원이었다. 그것은 그의 등번호 (14번)가 영구 결번 될 것이라고 폴 코너코의 날에 공고되었고, 중앙 광장의 좌익에 코너코의 동상이 공개되어 화이트삭스에 의하여 그렇게 영예를 받은 9번째 선수가 되었다. 그해 10월 24일 코너코는 로베르토 클레멘테 상의 공동 수상자로 임명되어 필리스의 지미 롤린스와 영예를 나누었다. 상을 수상하면서 코너코는 그렇게 하는 데 화이트삭스의 첫 일원이 되었다. 2015년 5월 23일 U.S. 셀룰러 필드에서 트윈스를 상대로 경기에 대비하여 코너코는 자신의 등번호가 영구 결번 되는 데 10번째 화이트삭스 선수가 되었다.
2016년 5월 화이트삭스는 파크의 역사상 가장 추억적인 25개의 순간들을 소개하면서 U.S. 셀룰러 필드의 25 주년을 축하벌였다. 대진표 스타일의 경쟁에서 프랜차이즈의 88년간 챔피언십 가문을 깬 상징적인 순간으로 간주되면서 2005년 월드 시리즈의 두번째 경기에서 코너코의 그랜드슬램은 파크의 25년 역사에서 최고의 순간으로 투표되었다.

## 경력 통계
18개의 시즌에 2,349개의 경기에서 코너코는 1,162개의 득점, 410개의 2루타, 439개의 홈런, 1,412개의 타점, 921개의 볼넷, .354의 출루율과 .486의 장타율과 함께 .283의 타구 평균 (2,349 루 8,3893 타)을 게시하였다. 그는 1루수로서 .995의 수비율과 함께 자신의 경력을 끝냈다.

## 명예의 전당 적격
2020년 자신의 미국 야구 명예의 전당 적격의 첫 해에 코너코는 5% 임계 값 미만으로 투표의 2.5%를 받았고, 그후에 향후 투표로부터 제거되었다.

## 연도별 성적
| 연도       | 소속       | 경 기 | 타 석 | 타 수 | 득 점 | 안 타 | 2 루 타 | 3 루 타 | 홈 런 | 루 타 | 타 점 | 도 루 | 도루 실패 | 희생 번트 | 희생 플라이 | 볼 넷 | 고의 사구 | 死 구 | 삼 진 | 병 살 타 | 타 율 | 출 루 율 | 장 타 율 | O P S |
| ---------- | ---------- | ----- | ----- | ----- | ----- | ----- | ------- | ------- | ----- | ----- | ----- | ----- | --------- | --------- | ----------- | ----- | --------- | ----- | ----- | -------- | ----- | -------- | -------- | ----- |
| 1997년     | LAD        | 6     | 8     | 7     | 0     | 1     | 0       | 0       | 0     | 1     | 0     | 0     | 0         | 0         | 0           | 1     | 0         | 0     | 2     | 1        | .143  | .250     | .143     | .393  |
| 1998년     | LAD/CIN    | 75    | 239   | 217   | 21    | 47    | 4       | 0       | 7     | 72    | 29    | 0     | 1         | 0         | 3           | 16    | 0         | 3     | 40    | 10       | .217  | .276     | .332     | .608  |
| 1999년     | CWS        | 142   | 564   | 513   | 71    | 151   | 31      | 4       | 24    | 262   | 81    | 1     | 0         | 1         | 3           | 45    | 0         | 2     | 68    | 19       | .294  | .352     | .511     | .862  |
| 2000년     | CWS        | 143   | 586   | 524   | 84    | 156   | 31      | 1       | 21    | 252   | 97    | 1     | 0         | 0         | 5           | 47    | 0         | 10    | 72    | 22       | .298  | .363     | .481     | .844  |
| 2001년     | CWS        | 156   | 650   | 582   | 92    | 164   | 35      | 0       | 32    | 295   | 99    | 1     | 0         | 0         | 5           | 54    | 6         | 9     | 89    | 17       | .282  | .349     | .507     | .856  |
| 2002년     | CWS        | 151   | 630   | 570   | 81    | 173   | 30      | 0       | 27    | 284   | 104   | 0     | 0         | 0         | 7           | 44    | 2         | 9     | 72    | 17       | .304  | .359     | .498     | .857  |
| 2003년     | CWS        | 137   | 495   | 444   | 49    | 104   | 19      | 0       | 18    | 177   | 65    | 0     | 0         | 0         | 4           | 43    | 7         | 4     | 50    | 28       | .234  | .305     | .399     | .704  |
| 2004년     | CWS        | 155   | 643   | 563   | 84    | 156   | 22      | 0       | 41    | 301   | 117   | 1     | 0         | 0         | 5           | 69    | 5         | 6     | 107   | 23       | .277  | .359     | .535     | .894  |
| 2005년     | CWS        | 158   | 664   | 575   | 98    | 163   | 24      | 0       | 40    | 307   | 100   | 0     | 0         | 0         | 3           | 81    | 10        | 5     | 109   | 10       | .283  | .375     | .534     | .909  |
| 2006년     | CWS        | 152   | 643   | 566   | 97    | 177   | 30      | 0       | 35    | 312   | 113   | 1     | 0         | 0         | 9           | 60    | 3         | 8     | 104   | 25       | .313  | .381     | .551     | .932  |
| 2007년     | CWS        | 151   | 636   | 549   | 71    | 142   | 34      | 0       | 31    | 269   | 90    | 0     | 1         | 0         | 6           | 78    | 9         | 3     | 102   | 21       | .259  | .351     | .490     | .841  |
| 2008년     | CWS        | 122   | 514   | 438   | 59    | 105   | 19      | 1       | 22    | 192   | 62    | 2     | 0         | 0         | 4           | 65    | 4         | 7     | 80    | 17       | .240  | .344     | .438     | .783  |
| 2009년     | CWS        | 152   | 621   | 546   | 75    | 151   | 30      | 1       | 28    | 267   | 88    | 1     | 0         | 0         | 7           | 58    | 4         | 10    | 89    | 15       | .277  | .353     | .489     | .842  |
| 2010년     | CWS        | 149   | 631   | 548   | 89    | 171   | 30      | 1       | 39    | 320   | 111   | 0     | 1         | 0         | 6           | 72    | 6         | 5     | 110   | 9        | .312  | .393     | .584     | .977  |
| 2011년     | CWS        | 149   | 639   | 543   | 69    | 163   | 25      | 0       | 31    | 281   | 105   | 1     | 1         | 0         | 11          | 77    | 17        | 8     | 89    | 14       | .300  | .388     | .517     | .906  |
| 2012년     | CWS        | 144   | 598   | 533   | 66    | 159   | 22      | 0       | 26    | 259   | 75    | 0     | 0         | 0         | 2           | 56    | 4         | 7     | 83    | 16       | .298  | .371     | .486     | .857  |
| 2013년     | CWS        | 126   | 520   | 467   | 41    | 114   | 16      | 0       | 12    | 166   | 54    | 0     | 0         | 0         | 4           | 45    | 2         | 4     | 74    | 12       | .244  | .313     | .355     | .669  |
| 통산：17년 | 통산：17년 | 2268  | 9281  | 8185  | 1147  | 2297  | 402     | 8       | 434   | 4017  | 1390  | 9     | 4         | 1         | 84          | 911   | 80        | 100   | 1340  | 275      | .281  | .356     | .491     | .847  |